# Ehren Kruger
Ehren Kruger (* 5. Oktober 1972) ist ein US-amerikanischer Drehbuchautor und Filmproduzent.

## Leben
Er wuchs in Alexandria, Virginia auf und besuchte das College der New York University. 1990 machte er seinen Abschluss an der Thomas Jefferson High School for Science and Technology in Alexandria. Vor seiner Karriere als Drehbuchautor war er ausführender Assistent bei Fox. Sein Schaffen als Drehbuchautor umfasst 21 Produktionen.
Im Jahr 2000 wurde Kruger für den Saturn Award nominiert. 2010 wurde er mit dem Negativpreis Goldene Himbeere ausgezeichnet, 2012 und 2015 folgte je eine Nominierung. Sein Mitwirken an dem Drehbuch zu Top Gun: Maverick brachte ihm 2023 gemeinsam mit Justin Marks, Peter Craig, Christopher McQuarrie und Eric Warren Singer eine Oscar-Nominierung in der Kategorie Bestes adaptiertes Drehbuch ein, ferner wurden sie für den Satellite Award nominiert.
Ende Juni 2023 wurde Kruger Mitglied der Academy of Motion Picture Arts and Sciences.

## Filmografie
- 1998: Killers in the House
- 1999: Arlington Road
- 1999: New World Disorder
- 2000: Scream 3
- 2000: Wild Christmas (Reindeer Games)
- 2001: Impostor
- 2002: Ring (The Ring)
- 2005: Rings
- 2005: The Ring 2 (The Ring Two)
- 2005: Der verbotene Schlüssel (The Skeleton Key)
- 2005: Brothers Grimm (The Brothers Grimm)
- 2007: Blood and Chocolate
- 2009: Transformers – Die Rache (Transformers: Revenge of the Fallen)
- 2011: Transformers 3 (Transformers: Dark of the Moon)
- 2011: Dream House
- 2014: Transformers: Ära des Untergangs (Transformers: Age of Extinction)
- 2017: Ghost in the Shell
- 2018: Ophelia
- 2019: Dumbo
- 2022: Top Gun: Maverick
- 2025: F1